# Colt Single Action Army
 (novembre 2023).
 (novembre 2023).

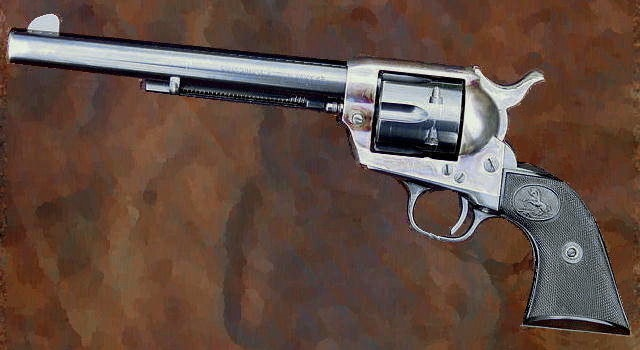
Colt SAA 2e génération.

Le Colt Single Action Army (SAA), ou Colt Peacemaker (le pacificateur), est un revolver avec platine simple action et un barillet de 6 cartouches. Il a été développé pour la cavalerie des États-Unis par la société Colt en 1872 et adopté par l'armée américaine en 1873 au calibre .45 Long Colt. C'était peut-être l’arme la plus répandue dans le Far West américain, coûtant à l'époque 13 dollars pièce, prix facturé à l'armée, sur le marché civil, le prix était de 17 $ en 1875 et de 16 $ en 1897. Cette arme a été fabriquée jusqu'en 1941, avec un total de presque 360 000 unités produites dans une trentaine de calibres, du .22 Rimfire au calibre anglais .476 ELEY. À la demande du public, la production reprendra en 1955 avec le numéro de série 0001SA pour atteindre 99999SA en 1978 pour continuer au numéro SA01001.
Une arme tellement efficace et redoutable à l'époque que l'on en a dit : « Dieu a créé les hommes, Samuel Colt les a rendus égaux » ou « Abraham Lincoln a rendu les hommes libres, Samuel Colt les a rendus égaux ».

## Histoire militaire

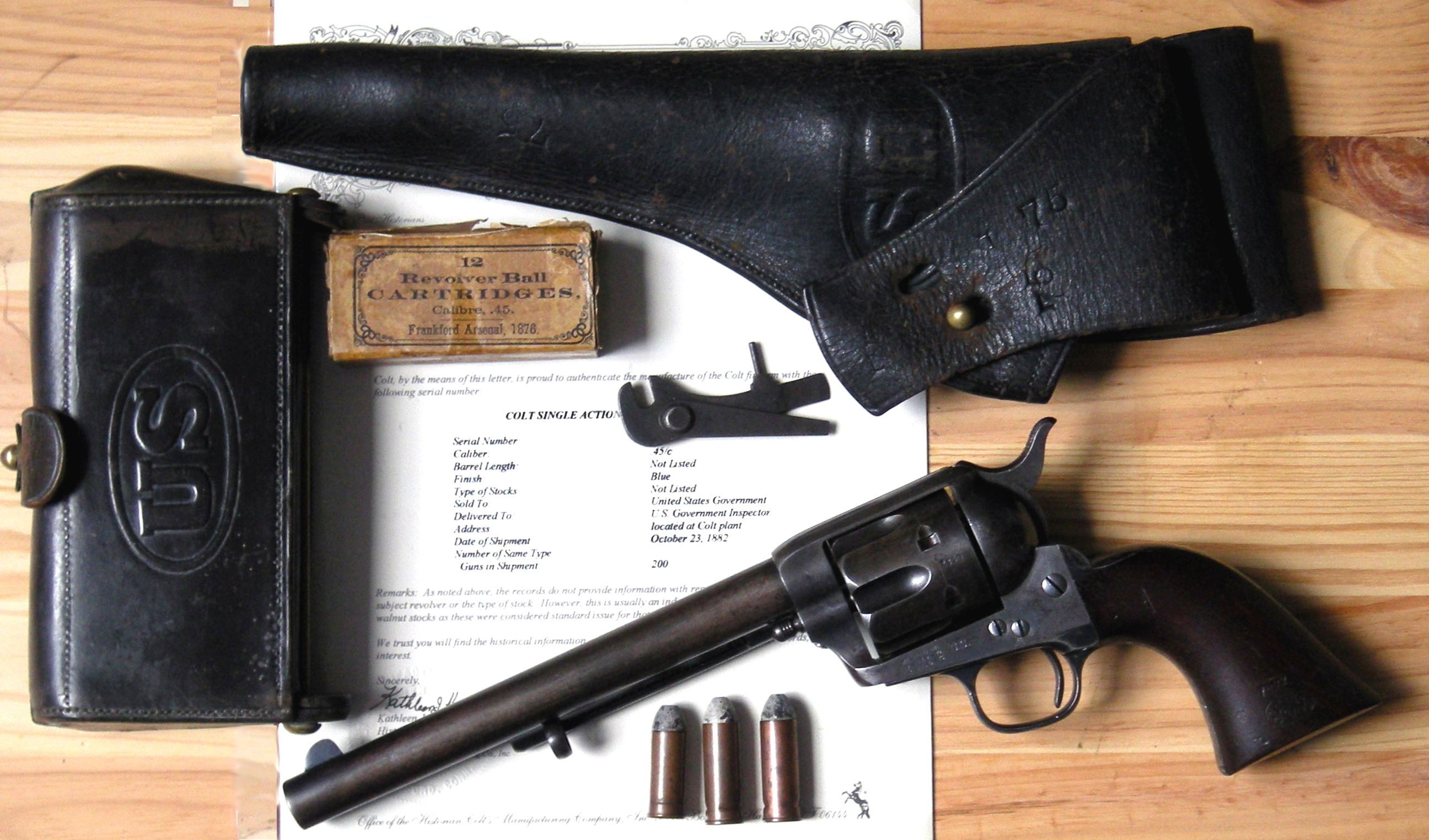
US Colt Single Action 1873 Cavalry Model, accessoires

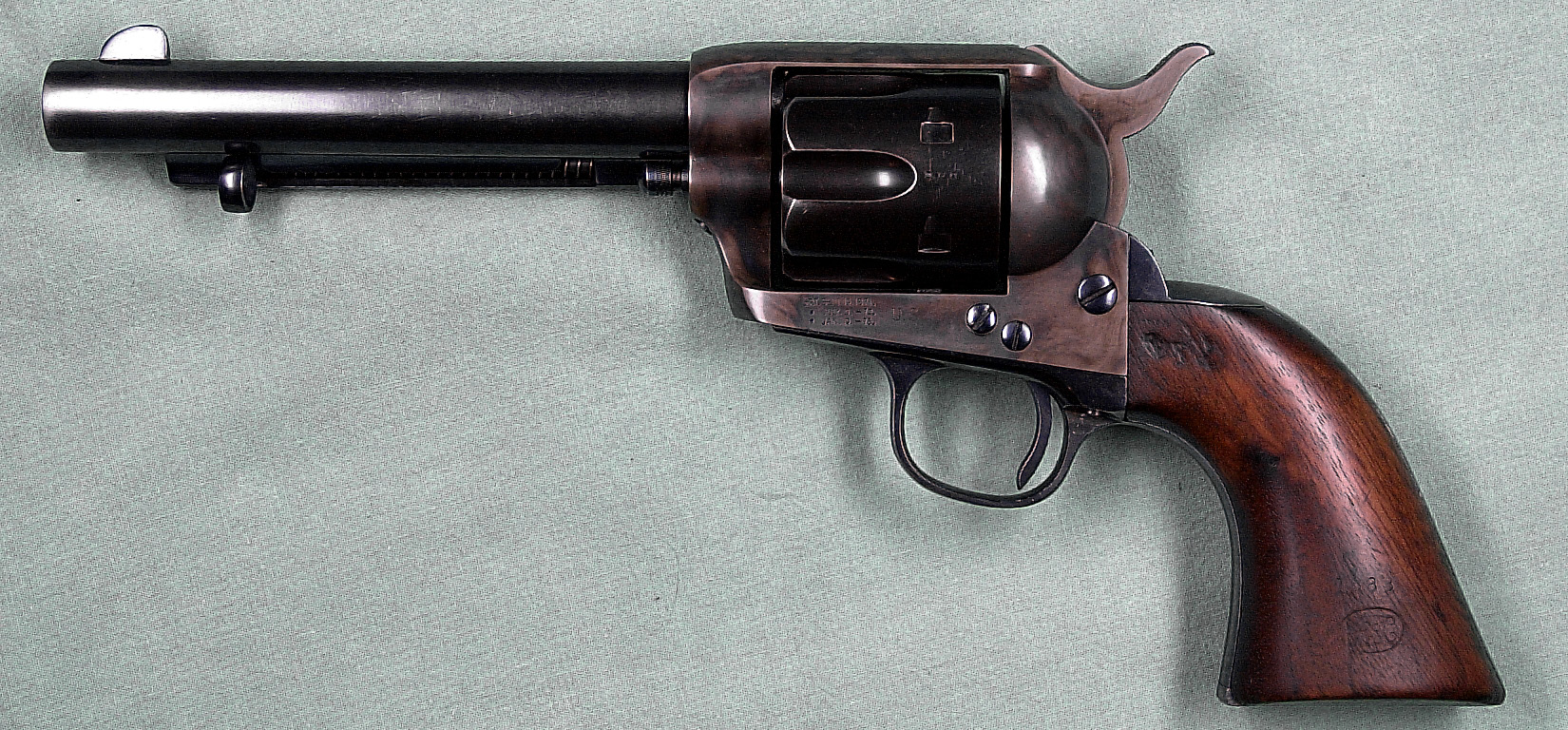
US Colt Artillery Model, transformation du Cavalry Model ca 1895

D'excellente conception ainsi que très performante pour l'époque, cette arme obtint un essai du Service du Matériel de l'armée américaine fin 1872 ainsi que son concurrent direct, le Smith et Wesson No. 3, les deux en calibre .44 American ou .44 Russian. Étant donné que les cartouches en calibre .44 étaient jugées insuffisantes, Colt développa la cartouche .45 Long Colt, initialement avec un projectile de 255 grains (16,5 g) et une charge de 40 grains (2,59 g) de poudre noire, c'est cette munition qui a été adoptée comme cartouche d'ordonnance, avec une charge de 30 grains. Après des tests supplémentaires, demandés par le major Schofield, frère d'un général de la guerre de Sécession, l'Armée a commandé 3 000 revolvers Smith&Wesson .45 Schofield. Vu que le barillet du Smith et Wesson était plus court que celui du Colt, la cartouche .45 LC a dû être adaptée et la charge était réduite à 28 grains (1,81 g). Quelques années plus tard, le S&W Schofield était retiré du service et vendu dans le marché privé.
Le capitaine John R. Edie, officier responsable de l'Ordnance Departement pour l'évaluation des armes rapporta : "Je n'hésite pas à déclarer que le révolver Colt est supérieur sur bien des points et bien plus adapté à l'armée que le Smith et Wesson".
Avec les 8 000 premiers revolvers fournis entre septembre 1873 et mars 1874 pour équiper les 10 régiments de cavalerie, le gouvernement fédéral des États-Unis en commanda plus de 37 000 jusqu'en 1890. Chaque exemplaire fabriqué pour l'armée était poinçonné U.S. sur le côté gauche sur la carcasse et contrôlé par un inspecteur de la firme Colt. L'inspecteur de l'armée mettait son poinçon individuel sur diverses pièces et la lettre P (proof) sur le canon et le barillet. Après examen satisfaisant de toute l'arme, la crosse recevait le cartouche de contrôle final, O.W.A. pour Orville W. Ainsworth, HN pour Henry Nettleton, D.F.C. pour David F. Clark, R.A.C. pour Rinaldo A. Carr et autres. Les armes rejetées étaient poinçonnées C (condemned).

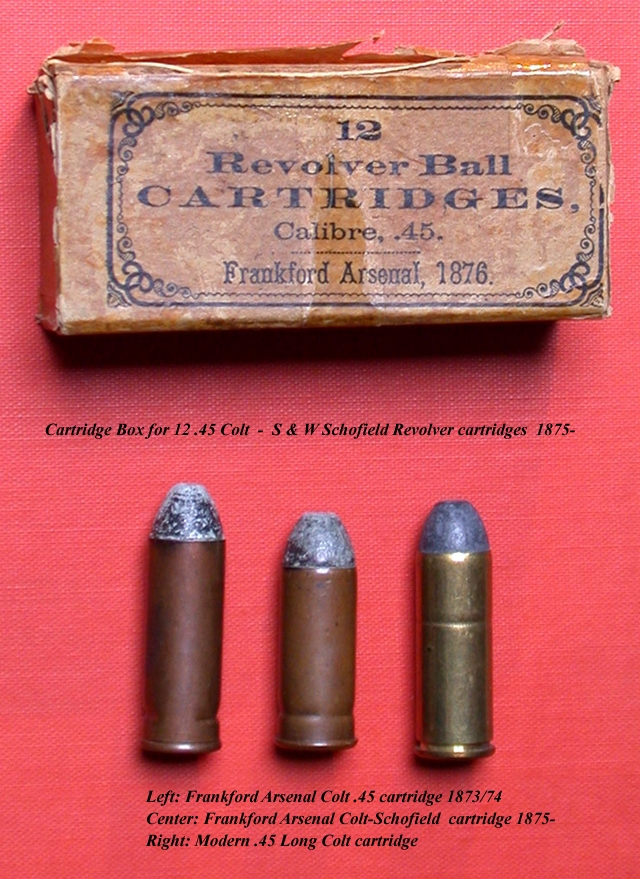
Cartouches Colt .45.

Le Colt SAA Cavalry Model joua un grand rôle dans les guerres indiennes, il était, avec le mousqueton Springfield Model 1873 l'arme principale de la cavalerie américaine. Chaque soldat et officier du Septième régiment de cavalerie U.S. sous le commandement du général George Armstrong Custer portait un Colt SAA à la ceinture lors de la bataille de Little Bighorn contre les Sioux et Cheyennes en 1876.
En 1889, l'armée introduit un nouveau type de revolver, en calibre .38, à barillet tombant. Les quelque 14 000 Colt SAA sont retirés et stockés à l'arsenal de Springfield, Massachusetts. Étant donné que le nouveau revolver ne donnait pas satisfaction, la puissance d'arrêt n'étant pas suffisante, il fut décidé de remettre les vieux Colt SAA en état, de raccourcir le canon à 5 ¹⁄₂ pouces (140 mm) et de les rendre à la troupe. Ces revolvers, dit Artillery Model seront livrés aux troupes en service lors de la guerre hispano-américaine et de la guerre américano-philippine.

## Caractéristiques
Le mécanisme du Colt SAA peut sembler quelque peu archaïque[pas clair] ; cependant il a, pour une arme de service, l'avantage de la simplicité et de la solidité : démontage et remontage sont aisés ; poussières et humidité sont bien tolérées. Certes une pièce peut se briser, mais il pourra quand même fonctionner. La robustesse du Single Action est surtout due à sa carcasse fermée en acier. Le chien est facile et rapide à armer grâce à sa position et à la souplesse du ressort principal. L'arme se charge par principe au cran du demi-armé, le barillet étant alors libre de tourner. Le chien du Colt comporte 3 crans :
- le cran de transport qui devrait éviter d'avoir le chien en contact direct sur une chambre pleine (la meilleure des sécurités consiste à ne charger le barillet qu'à 5 cartouches, et à laisser le chien abattu sur la chambre vide).

- le cran de chargement ayant l'inconvénient que si le chien se libère, il a assez de puissance pour percuter l'amorce efficacement.

- il y a enfin le cran de l'armé, le chien étant tiré à fond. Il suffit alors d'une légère pression sur la queue de détente pour que le coup parte.

Le Colt U.S. Cavalry Model, six coups à simple action (il faut armer manuellement le chien à chaque tir) utilise des cartouches métalliques de calibre .45 (45/100 de pouce). Il tire des balles en plomb ogivales à méplat de 255 grains (16,52 g) de calibre .45 (11,43 mm) propulsées par 28 grains (charge max. 40 grains soit 2,59 grammes de poudre noire) avec une vitesse de sortie de 247 m/s. Son canon fait 7,5 pouces de long (19 cm). L'arme possède une patine bleue, la carcasse est trempée de couleur jaspée et la crosse en noyer huilé.
L'adoption par l'armée du Colt SAA 1873 développa les ventes civiles ; en 1878 naquit le Colt en .44-40 WCF nommé plus tard Colt Frontier Six Shooter qui peut utiliser la même cartouche que les non moins célèbres Winchester modèles 1873 et  1892.

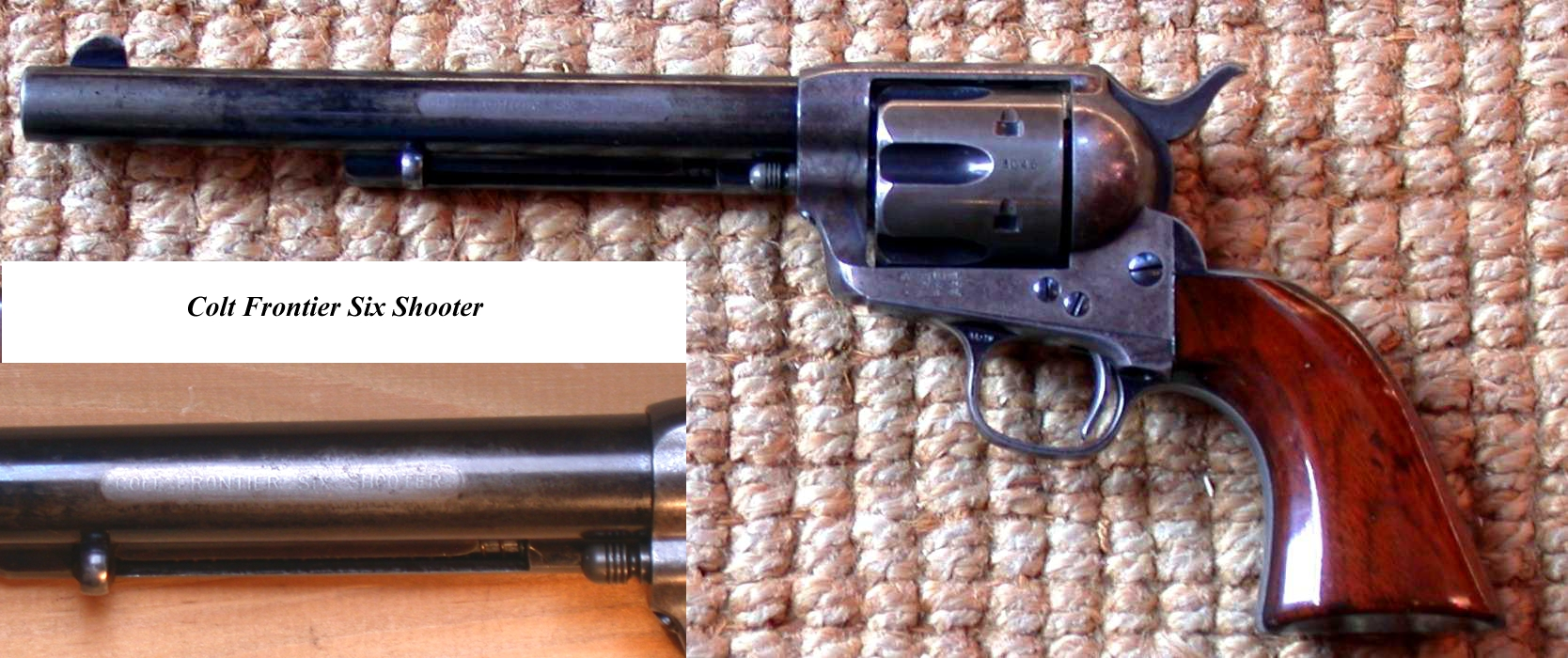
Colt Single Action 1873 “Frontier Six Shooter” cal .44-40.

Le développement du tir sportif en Angleterre avait conduit Colt à produire une version spéciale du Colt Single Action, le « Bisley Model », fabriqué entre 1894 et 1912. Il était nommé d’après le terrain de tir à Bisley. Plus de 45 000 Bisleys furent fabriqués dans la rangée des numéros de série des Colt Single Action. Il est reconnaissable à sa poignée plus longue, à son chien à large crête et à sa détente large. La plupart des Bisleys furent vendus aux États-Unis.

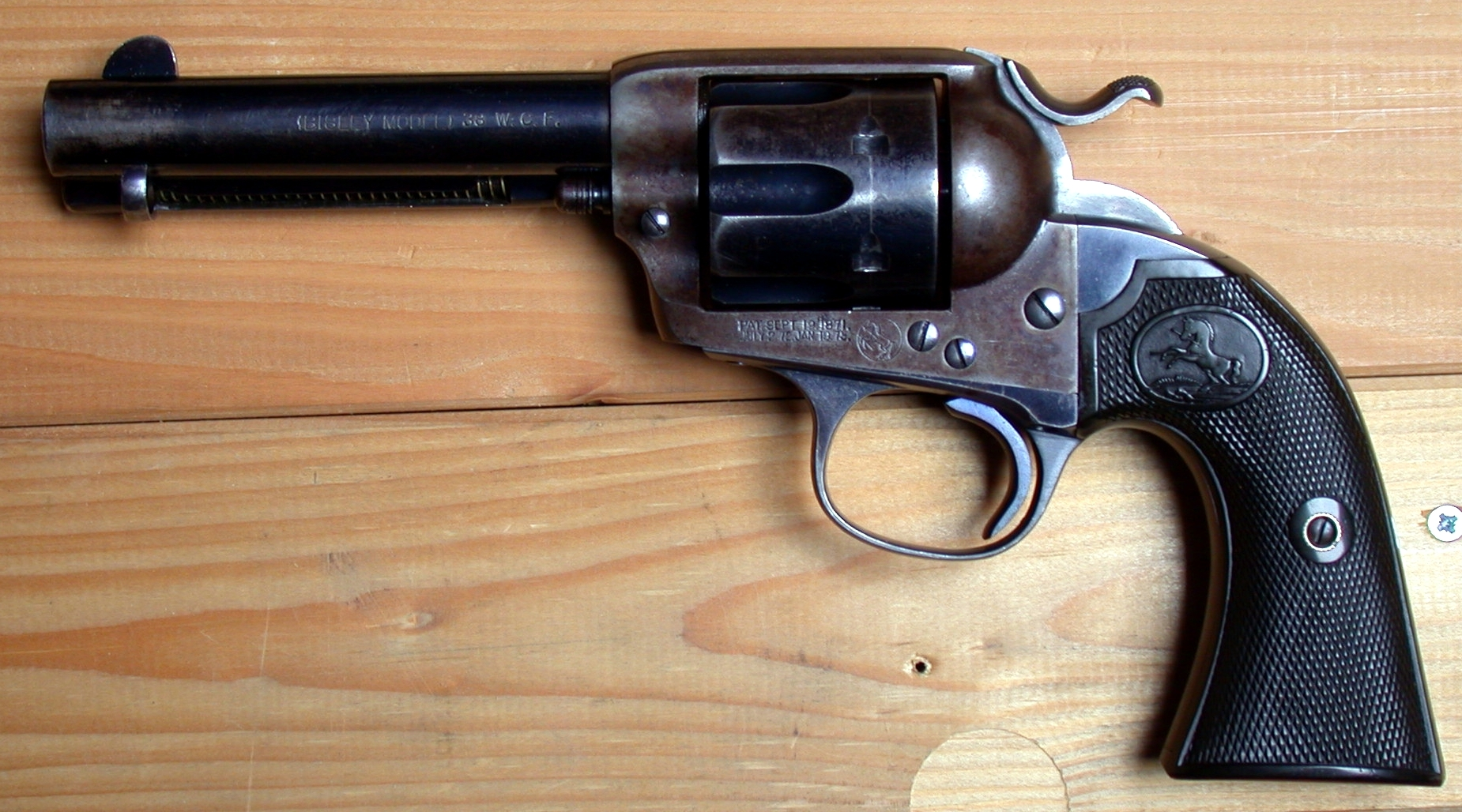
Colt “Bisley” cal .38-40.

### Données numériques
- Longueur : 250 mm à 320 mm
- Masse à vide : 1 000 à 1 500 g
- Barillet : 6 coups
- Canon : La longueur de série des canons des Colts Single Action y compris des Bisleys était de 7,5 pouces (191 mm), de 5,5 pouces (140 mm) et de 4,75 pouces (120 mm), les trois pouvant être achetés par les civils. D'autres longueurs, de 2,5 à 16 pouces pouvaient être commandées.

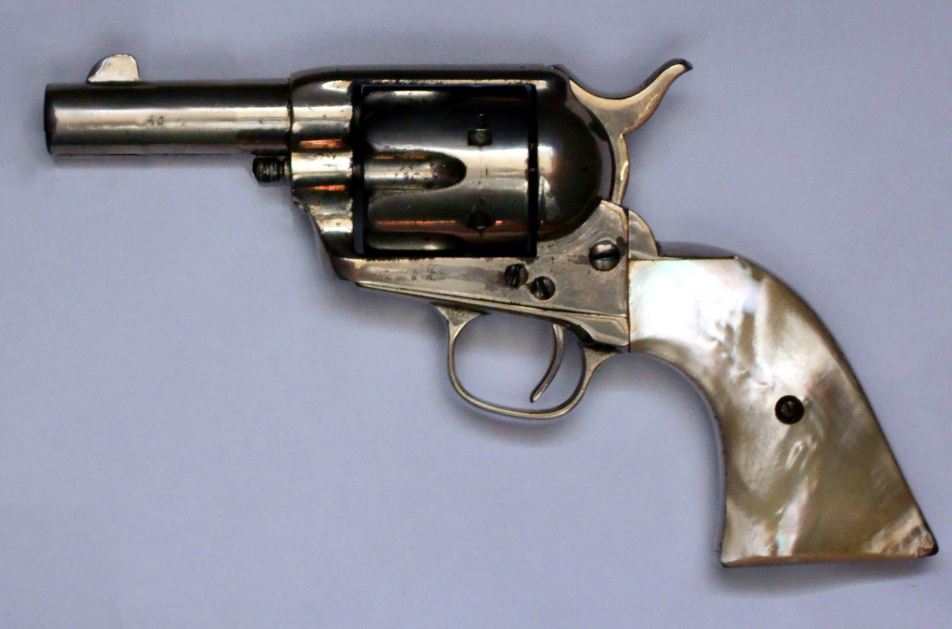
Colt Sheriff’s Model, canon 3 pouces

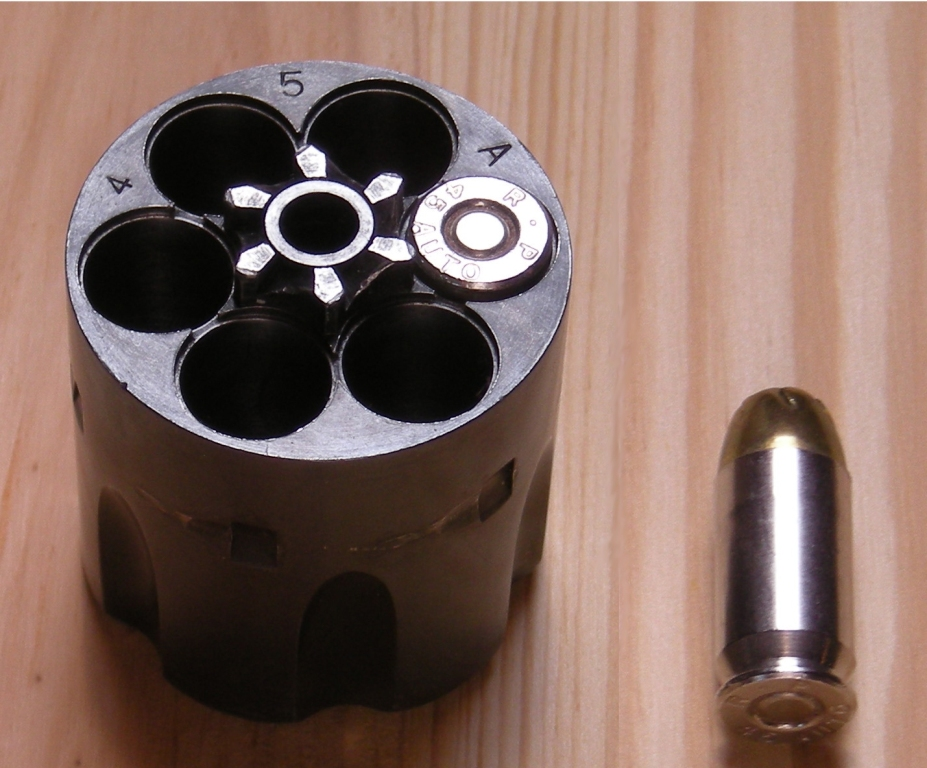
Barillet .45 ACP

Munition : En total 30 calibres différents.
- Pour l'armee US et le marché civil : .45 Colt, nommé .45 Long Colt, aussi à grenaille.
- Pour le marché civil : .44-40 WCF, .38-40 WCF, .32-20 WCF (WCF = Winchester Center Fire, une cartouche universelle pour fusils et revolvers), .44 Henry, .22 percussion annulaire, .38 Long Colt, .38 Special, .357 Magnum, .44 Russian, .44 Special et, rarement livré avec deux barillets, l'un en .45 Long Colt et l'autre en .45 ACP.
- Pour le Royaume-Uni : 450 Boxer, 450 Eley, 455 Eley, 476 Eley.

## Généalogie
- 1872: L'ingénieur chez Colt, William Mason développe le Colt SAA sous la désignation "Strap Pistol" (strap = la bande en dessus du barillet).
- 1873: Le premier Colt SAA de calibre .45 est mis en vente.
- 1873: modèles pour la Prusse (100 pièces) et l'Angleterre (100 pièces livrées en janvier 1874 à l'agence de Londres)
- 1875: modèle en .44 et .22 en percussion annulaire (Numérotés 1 - 1863)
- 1877: modèle en 44-40 WCF (Winchester Center Fire)
- 1885: modèle en calibre .41
- 1886: modèle en calibre .38 Long Colt et 38-40 WCF
- 1887: modèle en calibre 32-20 WCF
- 1896: remplacement de la vis pour la fixation de l'axe du barillet par un bouton traversant la carcasse.
- 1902: modèles commerciaux, un poinçon (VP dans un triangle) sur le pontet garantit l'emploi de munitions à poudre grise (sans fumée).
- 1912: production du .44 special
- 1924: production de cylindres en .45 ACP
- 1930: arrêt de la production du Colt en calibre .38 Long Colt, production du Colt en calibre .38 special.
- 1922: reprise de la même production
- 1941: la firme Colt renonce à la fabrication du Colt SAA.

Numéros de série par année jusqu'à 1890 :
- 1873 : 1 à ~3700
- 1874 : ~3700 à 15000
- 1875 : 15001 à 22000
- 1876 : 20001 à 33000
- 1877 : 33001 à 41000
- 1878 : 41001 à 49000
- 1879 : 49001 à 53000
- 1880 : 53001 à 62000
- 1881 : 62001 à 73000
- 1882 : 73001 à 85000
- 1883 : 85001 à 102000
- 1884 : 102001 à 114000
- 1885 : 114001 à 117000
- 1886 : 117001 à 119000
- 1887 : 119001 à 125000
- 1888 : 125001 à 128000
- 1889 : 128001 à 130000
- 1890 : 130001 à 136000

En tout, 359 722 Colt SAA ont été construits entre 1873 et fin 1941; y compris les 45 326 Bisleys, fabriqués de 1894 à 1912 et les 1 863 Colt SAA à percussion annulaire, fabriqués entre 1875 et 1880.
Le Colt SAA 1873 est à ce jour l'arme de poing la plus reconnaissable et légendaire, le symbole (à tort) de l'Ouest mythique...
Peut-être est-il arrivé un peu tard ; la plupart des cow-boys n'ont pu se le procurer avant 1880 c'est-à-dire à une époque où la grande aventure de la conquête de l'Ouest était quasiment terminée. C'était aussi l'arme préférée de Wyatt Earp, du général Patton, de Théodore Roosevelt et de Ronald Reagan.
Théodore Roosevelt lui-même déclara dans les années 1890 : « Chaque cowboy porte un révolver, un Long Colt ou Smith & Wesson... le premier de préférence ».
Le Colt Single Action Army est parfois nommé Colt 45 et ne doit pas être confondu avec le pistolet semi-automatique M1911 qui est également parfois nommé Colt 45, mais qui tire la cartouche .45 ACP.

## Sources
- cow-boys et gardians, collection Les Yeux de la Découverte éditions Gallimard
- Venner D., Revolvers et Pistolets Américains, coll. « L'Univers des armes », Paris, Solar, 1996
- A Study of the Colt Single Action Revolver Copyright 1976 by Ron Graham, John Kopec and Kenneth Moore.  (ISBN 0-9615236-1-1)
- The Peacemaker and its Rivals 1950 by John E. Parsons
- The Book of Colt Firearms Copyright 1971 by Robert Q. Sutherland
- Colt Peacemaker Encyclopedia Copyright 1986 by Keith Cochran
- Colt Firearms from 1836 Copyright 1954 by James E. Serven  (ISBN 0-8117-0400-9).
- The History of the Colt Revolver, 1940 by Charles T. Haven, Frank A. Belden
- A Study of Colt Conversions and Other Percussion Revolvers, 1997 by R. Bruce McDowell,  (ISBN 0-87341-446-2)
- Colt Cavalry & Artillery Revolvers Copyright 1994 by John Kopec & Sterling Fenn.  (ISBN 1-882824-10-5)

## Apparitions
Ce Colt apparait dans de nombreux films et jeux vidéo, dans l'ensemble des westerns de John Wayne dont Rio Bravo mais aussi dans Le train sifflera trois fois, Django, Les Sept Mercenaires, Bandidas, les longs métrages d'aventures tels La Momie : La Tombe de l'empereur Dragon ou Retour vers le futur 3, le célèbre jeu Metal Gear Solid, etc. Les personnages des albums des séries BD consacrées à Lucky Luke, Blueberry, à Durango (qui remplace le sien par un Mauser C96 au début du 3e tome) ou aux Tuniques bleues (de manière anachronique) utilisent incessamment du Colt Peacemaker. Il est le premier revolver débloqué dans Red Dead Redemption 2, obtenu dès le début du jeu, sous le nom de "Revolver Cattleman". Le Peacemaker apparaîtra également dans Red dead Redemption 1 et aussi dans Red dead Revolver mais aussi le jeu Battlefield 1 sous le nom de Peacekeeper pouvant être débloqué à la suite d'une énigme qui se déroule dans le jeu. Dans le jeu Hunt: Showdown, il apparaît sous la dénomination de « Caldwell Pax ».

## Revolvers inspirés par le Colt SAA
La popularité du Colt Peacemaker a incité l'industrie armurière à produire et à vendre des clones ou des versions améliorés comme les :
- Ruger Blackhawk/Ruger New Model Blackhawk,
- Ruger Vaquero/New Vaquero,
- Uberti Cattleman